# Hibiscadelphus wilderianus
Hibiscadelphus wilderianus är en malvaväxtart som beskrevs av Joseph Rock. Hibiscadelphus wilderianus ingår i släktet Hibiscadelphus och familjen malvaväxter. IUCN kategoriserar arten globalt som utdöd. Inga underarter finns listade i Catalogue of Life.